# عبد الخالق كريم
عبد الخالق كريم كاتب مسرحي وسيناريست وإعلامي عراقي مواليد 28 شباط 1961 في مدينة البصرة بالعراق  في منطقة الجمهورية. تخرج من معهد الفنون الجميلة عام 1982 فرع المسرح وتخرج من أكاديمية الفنون الجميلة في جامعة بغداد من قسم الفنون المسرحية فرع الإخراج عام 2000. كتب عدد من المسرحيات منها: كل عام وأنتم بخير وسوبر ماركت والحلم والهامش في رحلة جلجامش وإنه يسكن رأسي وهي ذاتها مسرحية حب في زمن الطاعون، وللحب بقية والكادود وأنا من سيأتي إلي . شارك في عدد من المهرجات العراقية والعربية . كتب في الدراما التلفزيونية مسلسل ايدز ومسلسل الباب الشرقي ومسلسل ميم ميم .. وقي السينما كتب سيناريو فيلم فلات وقصة وحواور وسيناريو فيلم إلى بغداد .. عمل سكرتير تحرير في قناة الفيحاء الفضائية .. وفي إعداد وتقديم البرامج في قناة دجلة الفضائية . استلم إدارة عدد من الإذاعات المحلية كما عمل معدا ومقدما للبرامج السياسية في عدد من الإذاعات المحلية في محافظة البصرة.

## وصلات خارجية
- عبد الخالق كريم على موقع قاعدة بيانات الأفلام العربية